# Schismatogobius pallidus
Schismatogobius pallidus är en fiskart som först beskrevs av Herre, 1934.  Schismatogobius pallidus ingår i släktet Schismatogobius och familjen smörbultsfiskar. Inga underarter finns listade i Catalogue of Life.